# Australobiosis bidens
Australobiosis bidens là một loài Trichoptera trong họ Hydrobiosidae. Chúng phân bố ở vùng Tân nhiệt đới.